# شهرستان بوکان
شهرستان بوکان، یکی از شهرستان‌های استان آذربایجان غربی و مرکز آن شهر بوکان است.
شهرستان بوکان، بزرگ‌ترین شهرستان جنوب استان آذربایجان غربی و پس از شهرستان ارومیه و شهرستان خوی در جایگاه سوم شهرستان‌های پرجمعیّت این استان قرار دارد. این شهرستان از میان ۴۶۹ شهرستان ایران، در رتبهٔ ۷۰ از حیث جمعیّت قرار گرفته است. بوکان، مهم‌ترین و تاثیرگذارترین شهرستان در جنوب استان آذربایجان غربی است.
تاریخ معاصر شهرستان بوکان وابسته به عزیزخان مکری و دیگر سردارهای آن است. قلعهٔ سردار و آجرهای یافته شده از تپهٔ قلایچی، از نمادهای این شهرستان به‌شمار می‌روند. در زمینهٔ فرهنگی، حسن زیرک و در زمینهٔ سیاسی عزیزخان مکری از مشاهیر نامدار و سرشناس این شهرستان هستند.
در حوزهٔ کشاورزی، سالیانه بیش از ۱۰۰٬۰۰۰ تن گندم از این شهرستان برداشت می‌شود و به انبار غله شهرت یافته است. در سیستم آبیاری تحت فشار رتبهٔ اول و در کشت چغندر در رتبهٔ دوم در سطح استان آذربایجان غربی قرار دارد. سد شهید کاظمی، یکی از سدهای بزرگ ایران در این شهرستان واقع شده که آب آشامیدنی و کشاورزی بسیاری از شهرستان‌های آذربایجان غربی و آذربایجان شرقی را تأمین می‌کند.
شهرستان بوکان قطب مهم کشاورزی و دامپروری است و بزرگ‌ترین میدان دام در غرب ایران در این شهرستان قرار دارد که نقش تعیین‌کننده‌ای در تأمین گوشت کشور و قیمت آن دارد.
شهرستان بوکان دارای منابع آبی و معدنی نظیر سنگ آهن، سنگ طلا، سنگ نیکل، باریت، انواع سنگ تزئینی، سنگ بوکسیت و خاک نسوز است. سالانه بیش از ۲ میلیون تن از معادن بوکان استخراج می‌شود.

## تقسیمات کشوری
- بخش مرکزی شهرستان بوکان
- دهستان آختاچی
- دهستان ایل‌تیمور
- دهستان ایل‌گورک

شهرها: بوکان
- بخش سیمینه
- دهستان آختاچی شرقی
- دهستان آختاچی محالی
- دهستان بهی دهبکری

شهرها: سیمینه

## جمعیت
برپایهٔ سرشماری سال ۱۳۹۵، جمعیت شهرستان بوکان بالغ بر ۲۵۱٬۴۰۹ نفر بوده که از این تعداد ۱۹۳٬۵۰۱ نفر ساکن در شهر بوکان و جمعیت شهر سیمینه ۱٬۳۴۵ نفر و تعداد ۵۶٬۵۶۳ نفر در نقاط روستایی ساکن هستند.

## موقعیت جغرافیایی
این شهرستان با ۶ شهرستان در استان‌های آذربایجان غربی و استان کردستان دارای مرز مشترک است و استان‌های شمالغربی و جنوبی ایران را (از طریق جاده ۲۱) به یکدیگر متصل می‌کند.
شهرستان بوکان در شمال غرب ایران و از شمال با شهرستان میاندوآب و از جنوب با شهرستان سقز و از شرق به شهرستان شاهین‌دژ و از غرب با شهرستان مهاباد و از جنوب غرب شهرستان سردشت و شهرستان بانه همسایه است.
این شهرستان دارای ۷۸۰ کیلومتر جاده است که ۶۴۰ کیلومتر آن روستایی، ۱۴۲ کیلومتر اصلی و فرعی و مابقی راه شن ریزی شده است.

## پیشینه
آثار تاریخی زیادی در حومهٔ شهر و روستاهای این شهرستان کشف شده که نشان از وجود تمدن‌های باستانی مختلف در منطقهٔ بوکان دارد. طی دهه‌های اخیر کتیبه‌های سنگی مختلفی در تپه باستانی قلایچی مربوط به ماناها، کتیبه‌هایی به زبان آرامی، کتیبه میخی اورارتویی طرغه و آثار باستانی گوناگون دیگری که شهر بوکان از نظر جغرافیایی در مرکز یا نزدیکی همهٔ این مکان‌های تاریخی قرار گرفته است. در سال ۱۳۹۷ کاوش‌هایی به جهت لایه نگاری در تپه قلعه سردار که در مرکز شهر قرار دارد صورت گرفت. باستان‌شناسان در این کاوش‌ها با توجه به آثار به‌دست آمده، متوجه شدند که این تپه بیش از ۳۰۰۰ سال قدمت دارد. تعداد ۱۰۴ اثر تاریخی شهرستان بوکان در فهرست آثار ملی ایران به ثبت رسیده است.

### پیش از اسلام

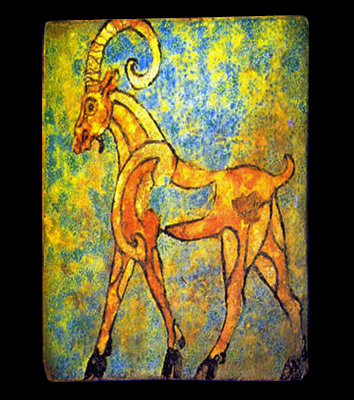
آجر نفش بز بالدار از قلایچی بوکان، نگهداری در موزهٔ شرق باستان توکیو، ژاپن تانابه ۱۹۸۳ میلادی

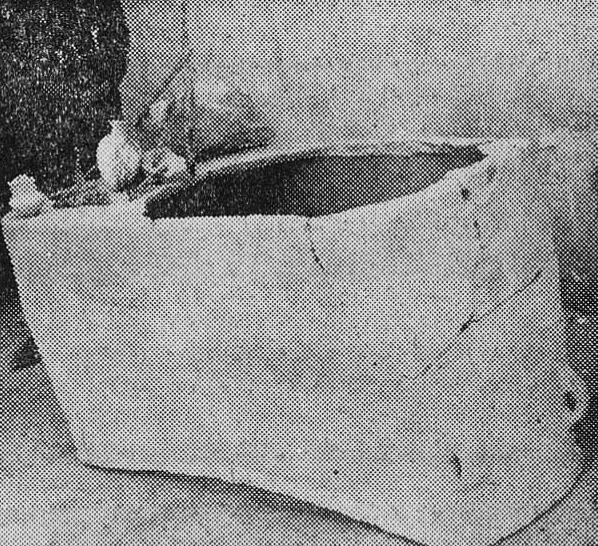
تابوت سفالین قدیمی یافته شده در بوکان

اکتشافات گروهی از باستان‌شناسان در سال ۱۳۵۰ خورشیدی و مطالعات پس از آن نشان داده منطقهٔ بوکان از قدیم پادگان اشکانیان و ساسانیان بوده است. آثار باستانی زیادی که در این منطقه به‌دست‌آمده مؤید همین نظریه است. در فروردین سال ۱۳۴۵ یک تابوت سفالین بسیار قدیمی به درازای ۱ متر و ۴۵ سانتیمتر و بلندای ۷۰ سانتیمتر و پهنای ۵۰ تا ۶۵ سانتیمتر به وزن ۵۰۰ کیلو یه همراه دو گلدان بزرگ و کوچک و سرنیزه، تبر، آهن لوله، آهن پهن کوچک با نشانی شبیه صلیب و یک کارد پیدا شد که به اداره آموزش و پرورش بوکان سپرده شد.
نتایج حاصله از کاوش‌های باستان‌شناسان، تاریخ این منطقه را به هزارهٔ نخست پیش از میلاد مسیح می‌رساند. آثار یافت شده از تپه قلایچی که قدمت آن به بیش از ۲٬۸۰۰ سال پیش می‌رسد، نشان دهندهٔ آبادانی این ناحیه و وجود تمدّنی مهم در این منطقه است.
چنین به‌نظر می‌رسد که این مکان مرکز دولت مانّا بوده و حتی برخی از باستان‌شناسان گمان می‌کنند، آنچه مورخان یونانی، مانند هرودت در وصف اِکباتان آورده‌اند ممکن است با قلایچی تطبیق کند.
هنری راولینسون، دیپلمات و شرق‌شناس بریتانیایی در سال ۱۸۴۰ میلادی (۱۲۲۰ شمسی) که به ساوجبلاغ مکری سفر کرده بود، تحقیقاتی را بر روی آثار تاریخی مناطق مختلف آن انجام داده است.

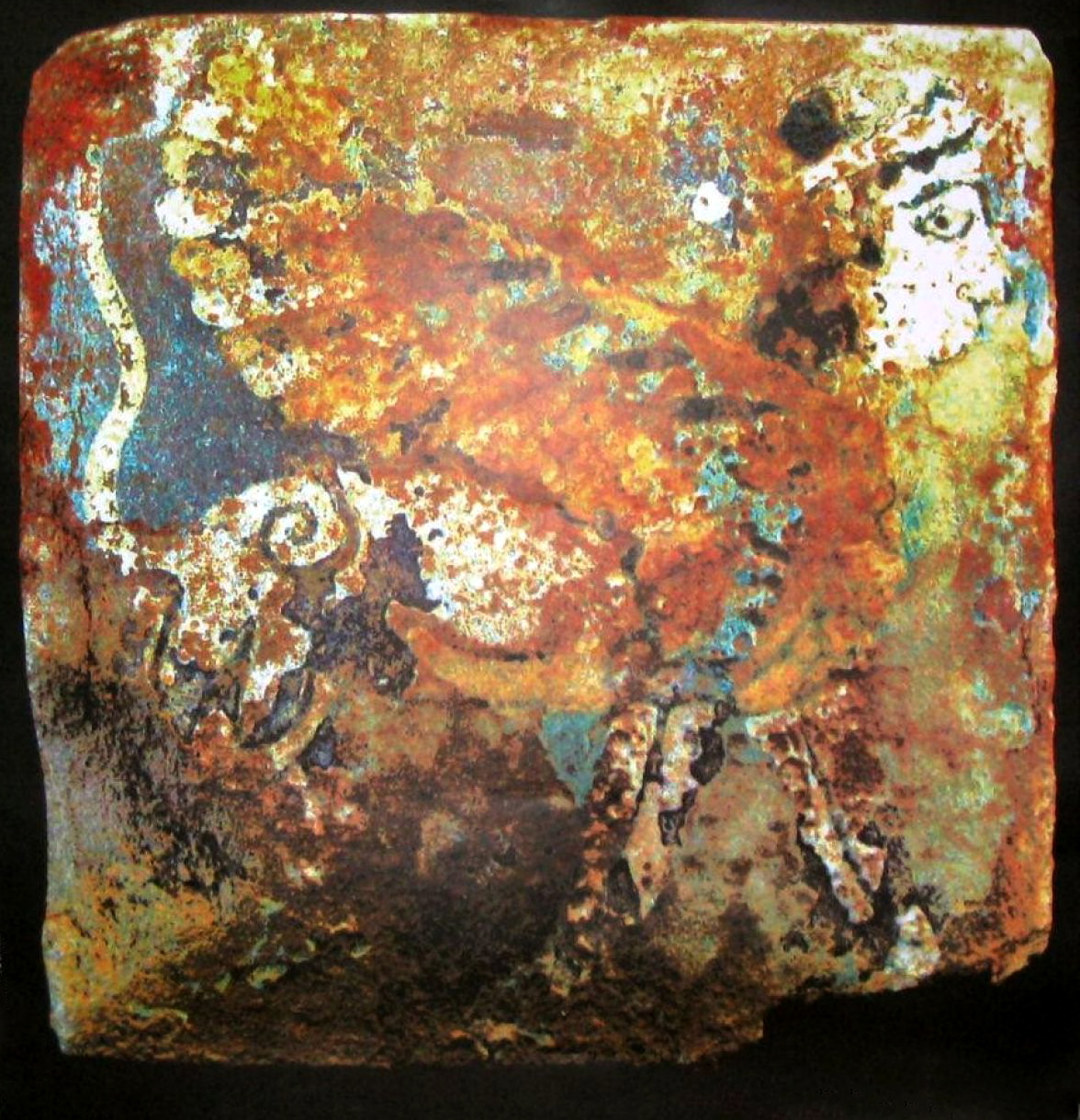
یکی دیگر از آثار کشف شده از قلایچی

هنری راولینسون عقیده دارد که هگمتانهٔ مذکور در نوشته‌های هرودوت، همدان کنونی نیست و محل پایتخت قدیم ماد را باید در تخت سلیمان و در نزدیکی دریاچهٔ ارومیه به‌طرف جنوب شرقی، جستجو کرد؛ ولی برخی از پژوهشگران، همچون ژاک دمورگان معتقدند که هگمتانهٔ هرودوت، همان محل همدان امروزی است و از برآمدگی‌های زمین و تپه‌ها، جاهای هفت قلعه دژ هگمتانه را می‌توان تشخیص داد.
احسان یغمایی باستان‌شناس و سرپرست تیم کاوش‌های قلایچی در دههٔ ۶۰ خورشیدی در مصاحبه با روزنامهٔ سرمایه در سال ۱۳۸۵ در مورد تپه‌قلایچی و آثار آن چنین توضیح داده است: با مشاهده آثار به‌دست‌آمده از قلایچی، هَگمَتانَه در بوکان است نه همدان. در سلسله‌های حکومتی ایران منطقهٔ بوکان، پایتخت حکومت مَنّائیان بوده که از سال ۸۵۰ تا ۶۱۶ پیش از میلاد (۲۳۴ سال) بر ایران فرمانروایی کرده‌اند.
بوکان از دیرباز محل سکونت اقوام سلسله کوه‌های زاگرس بوده و آثار فراوانی از آنان باقی‌مانده است. از قدیمی‌ترین آثاری که تاکنون در این منطقه شناسایی شده بقایای دوره‌های نئولتیک، دالما و کلکولتیک هستند که در ده‌ها تپه مربوط به دورهٔ دالما (۴٬۸۰۰ تا ۴٬۱۰۰ ق. م) یافت شده‌اند. قدمت تاریخی آثار یافته‌شده از این شهرستان به دوره‌های نئولتیک، کلکولتیک، عصر آهن، عصر برنز، عصر مس، هخامنشی، اشکانی و ساسانی می‌رسد، و از این نظر یکی از قدیمی‌ترین سایت‌های زندگی انسان واقع در فلات ایران است. تپه قلایچی کهن‌ترین سایت تمدنی و شهرنشینی در شمال غرب ایران است که‌از آن یک قلعه با مشخصات تمدن مانایی از زیر خاک بیرون آورده شده است.
تا پیش از سال ۱۳۵۷ باستان‌شناسان آمریکایی گمان می‌کردند تپه باستانی حسنلو در نقده مرکز حکومت ماناها است. اما طبق آثار و کتیبه‌های به‌دست‌آمده از تپه‌قلایچی، بوکان همان «ایزیرتو، ایزیرتا، زیرتو» پایتخت تمدن مانّا بوده و در متون آشوری بارها به شهر زیرتو اشاره شده است. پیشینهٔ تاریخی این شهرستان به ۳٬۰۰۰ سال قبل از میلاد مسیح بازمی‌گردد که تمدن مانا در مناطق کردنشین شمال‌غربی ایران سکنی داشته‌اند.
یکی از هنرهای معروف ماننایی‌ها ساخت آجرهای لعابدار بود. آجرهای با طرح‌های رنگین که با گذشت حدود ۳٬۰۰۰ سال تقریباً سالم باقی‌مانده‌اند. نمونهٔ بسیار زیبایی از این آجرها که در بوکان یافت شده‌اند در موزهٔ شرق باستان توکیو در ژاپن نگهداری می‌شود. مانایی‌ها دولت منطقه‌ای بودند که با اورارتوها و آشوری‌ها در یک سرزمین می‌زیستند. این دولت منطقه‌ای گاه با اورارتوها علیه آشوریان هم پیمان می‌شدند و گاه با اتحاد با آشوریان علیه اورارتوها می‌جنگیدند. مانایی‌ها قومی جنگجو بودند و مهم‌ترین خدای مورد پرستش آن‌ها «هالدی» خدای جنگ بوده است.
در دورهٔ ساسانی، بوکان به پایگاه اشکانیان و ساسانیان نیز نسبت داده شده است زیرا تپه‌های خاکستری نشانگر آتشکده‌های عهد زرتشت بود و طبق بررسی‌های به‌عمل آمده درروند و پیدایش شهرها، خاورمیانه و مخصوصاً مناطق کردنشین جزء کهن‌ترین تمدن‌هایی هستند که پیشینهٔ شهرنشینی در آن‌ها به اثبات رسیده است و بر همین اساس این شهر با توجه به قرارگیری در حیطهٔ جغرافیایی فوق و وجود ده‌ها تپه و بنا و سایت‌های تاریخی در داخل و اطراف خود از کهن‌ترین مکان‌هایی است که دارای سابقه شهرنشینی بوده است. منطقهٔ بوکان به سبب موقعیت حساس سپاه‌گردانی خود میان دولت‌های آشور، اورارتو و ماد قرار داشت که در کشمکشهای این دولت‌ها دست به دست می‌شد. یافته‌های باستان‌شناسان مؤید این نظر است که این منطقه در دوره‌های بعدی موقعیت سپاه‌گردانی خود را همچنان حفظ کرد و در دوره‌های اشکانیان و ساسانیان از این منطقه به‌عنوان پایگاه نظامی بهره‌برداری می‌شده است.

تاکنون دو کتیبه مربوط به دورهٔ ساسانیان و اشکانیان، که یکی از آن‌ها متعلق به پسر پادشاه اورارتو بود و در بوکان قرار داشت، مفقود شده‌اند.

### پس از اسلام
از تاریخ این منطقه در دورهٔ فتوحات اسلامی مطالب زیادی یافت نمی‌شود. اما با توجه به نزدیکی بوکان به شیز یا تخت سلیمان امروزی و فتح شیز در سال ۲۲ قمری برابر با سال ۶۴۳ میلادی، این منطقه هم مانند دیگر نواحی آذربایجان می‌بایستی در همان تاریخ به دست مسلمانان فتح شده باشد.
از رویدادهای تاریخی این بخش از ایران در دورهٔ اسلامی منابع زیادی موجود نیست و از منابع تاریخی در اینباره اطلاعات مهمی به‌دست نیامده است اما نام‌های با ریشه مغولی که بر نقاط مختلف جغرافیایی و طوایف منطقه اطلاق می‌شده و واژگانی که همچنان در گویش کردی مکری باقی‌مانده حاکی از چیرگی مغولان و حضور بلندمدت آنان بر این نواحی است. تا قبل از آبادشدن بوکان، این منطقه و اطراف آن در مسیر رودخانه اصلی قرار داشت و از نیزار و زمین‌های مرطوب و باتلاقی پوشیده‌شده بود. در دورهٔ صفویه بوکان یک روستای کوچک و گلین بود و مشایخ و ایل‌های متعددی در آن سکونت داشتند. یکی از مشایخ بزرگ بوکان در آن زمان «آغا رستم خان» جد جلال طالبانی رئیس‌جمهور سابق عراق بود که از بی رحمی شاه عباس صفوی از آنجا به عراق گریخت و در قره‌داغ سکونت کرد.
در اواخر سدهٔ نهم یکی از حاکمان محلی به‌نام امیرسیف‌الدین مکری که نسبت او به حاکمان بابان می‌رسید مناطق آختاچی، ایل تیمور، ایل گورک مکری از دهستان‌های امروزی شهرستان بوکان را به سرزمین‌های تحت حکومت خود درآورد. شاه اسماعیل صفوی چندین بار تلاش‌های ناموفقی برای سرکوبی امیرسیف‌الدین نمود تا سرانجام صارم پسر امیرسیف‌الدین به اطاعت سلطان سلیم عثمانی درآمد تا تحت فرمان شاهان صفوی نباشد. آختاچی یا آختاسی و تیمور نام خان‌ها و حکام مغول بوده که روزگاری بر این مناطق فرمانروایی می‌کردند.

### تقسیمات کشوری ایران
تا قبل از مشروطه و قانون تشکیل ایالات و ولایات و دستورالعمل حکام، تقسیمات کشوری مشخصی در دوره قاجار وجود نداشت. طبق سند خرید شش دانگ بوکان و حومهٔ در سال ۱۲۲۸ شمسی، توسط عزیزخان مکری فرماندار تهران و رئیس عساکر ایران در دورهٔ ناصرالدین شاه قاجار، بوکان از توابع مراغه عنوان شده است. در آن زمان، این شهر یک روستای کوچک به‌شمار می‌رفت. در دوره قاجار، بوکان اقامتگاه و خانهٔ عزیزخان سردار و خانواده‌اش در مکریان بود.
در سال ۱۲۸۰ شمسی، بوکان به‌عنوان یک قصبه (با جمعیت ۴۰۰ نفر) از ولایت ساوجبلاغ مکری (مجموع ساوج‌بولاق، سردشت، بوکان) به‌شمار می‌رفت. در تقسیمات کشوری سال ۱۳۱۶ به‌عنوان بخش چهارم به شهرستان ساوجبلاغ مکری ضمیمه شد، در این سال نام ساوجبلاغ نیز به مهاباد تغییر نام داده شد و به‌عنوان شهرستان تابع استان چهارم یعنی آذربایجان غربی تشکیل شد.
در ۲۹ مرداد ۱۳۳۷ با تصویب هیئت وزیران دهستان ترجان علی‌رغم فاصلهٔ نزدیک از بوکان، از آذربایجان غربی جدا و به استان کردستان ضمیمه شد. این دهستان فرهنگ مکریانی دارد.
در دههٔ ۱۳۴۰ با گسترش و افزایش جمعیت شهر بوکان، مردم این شهر خواهان تبدیل این بخش به یک شهرستان مستقل بودند. در سال ۱۳۵۵ تنها جمعیت شهر بالغ بر ۲۰٬۵۷۹ (طبق گزارش مرکز آمار ایران ۱۳۵۵) بوده که شرایط لازم را برای ارتقاء به شهرستان داشت. به دلیل مخالفت مسئولان مهاباد خصوصاً فرمانداری مهاباد و نوسان تقسیمات کشوری و همچنین انقلاب ۵۷ و جنگ ایران و عراق، ارتقای بوکان به شهرستان به بیش از ۳۰ سال به‌طول انجامید. در سال ۱۳۶۵ بوکان با جمعیت بیش از ۱۱۷٬۰۰۰ نفر تنها شهر و بخش بزرگی در ایران بود که هنوز از نظر تقسیمات کشوری به شهرستان ارتقاء نیافته بود.
بوکان با سابقهٔ ۵۲ سال بخشداری و با جمعیت بیش از ۱۱۷٬۰۰۰ نفر (نتایج سرشماری عمومی نفوس و مسکن ۱۳۶۵) بعد از پایان یافتن جنگ ایران و عراق به شهرستانی مستقل با ۲ بخش به مرکزیت شهر بوکان در استان آذربایجان غربی تشکیل شد.
در اسفند سال ۱۳۶۸ با تصویب هیئت وزیران، از سوی وزارت کشور ابلاغیه «تبدیل بوکان به شهرستان» صادر شد. در اردیبهشت سال ۱۳۶۹ به صورت اداری فرمانداری آن نیز فعالیت خود را آغاز کرد.
براساس آخرین تقسیمات سیاسی سال ۱۳۸۵، شهرستان بوکان دارای ۲ بخش به نام‌های مرکزی و سیمینه است و ۷ دهستان دارد. تقسیمات کشوری این شهرستان، برحسب بخش، شهر، دهستان و روستا به شرح زیر است:

#### بخش‌ها
- بخش مرکزی
- بخش سیمینه

#### شهرها
- شهر بوکان
- شهر سیمینه

#### دهستان‌ها
دهستان‌های بخش مرکزی
- دهستان آختاچی
- دهستان بهی فیض الله بیگی
- دهستان ایل‌تیمور
- دهستان ایل‌گورک مکری

#### دهستان‌های بخش سیمینه
- دهستان آختاچی شرقی
- دهستان آختاچی محالی
- دهستان بهی دهبکری

## ویژگی‌های طبیعی و جغرافیایی

### وسعت
شهرستان بوکان با وسعت ۲۵۴۱٫۳۰۶ کیلومترمربع طبق تقسیمات سیاسی سال ۱۳۸۵، حدود ۶٫۵۰ درصد از سطح استان را به خود اختصاص می‌دهد. این شهرستان در ارتفاعی حدود ۱۰۰۰ تا بیش از ۲۰۰۰ متر از سطح دریا بوده و شیب میانگین وزنی آن ۸ درصد محاسبه گردیده است. از سطح شهرستان ۳۰٫۳۱ درصد اراضی کوهستانی، ۲۹٫۷۳ درصد تپه‌ها و ۳۹٫۹۶ درصد بقیه را اراضی دشتی، سیلابی و غیره را تشکیل می‌دهند.
از نظر مختصات جغرافیایی در ۳۶ درجه و ۳۲ دقیقه عرض شمالی و ۴۶ درجه و ۱۳ دقیقه طول شرقی واقع گردیده است.
کوه طرغه
طَرَغه نام کوهی در ۲۲ کیلومتری غربی شهر بوکان است. جنس کوه از سنگ‌های آهکی و از نوع سوخته و ارتفاع آن ۲۲۲۴ متر و در خط راس اصلی رشته کوه‌های زاگرس قرار دارد. طرغه مختصات جغرافیایی آن بین ۱۶. ۳۳°۳۶ عرض جغرافیایی و ۲۲. ۵۷°۴۵ طول جغرافیایی است. این کوه یکی از بلندترین کوه‌های جنوب استان آذربایجان غربی است.

### موقعیت جغرافیایی
شهرستان بوکان در منطقه تقریباً کوهستانی و معتدل قرار گرفته که از جهت شمال به شهرستان میاندوآب و از جنوب به شهرستان سقز و از شرق به شهرستان شاهین‌دژ و از غرب با شهرستان مهاباد و از جنوب غرب با شهرستان سردشت و منطقه ایل گورک همسایه است. شهرستان بوکان با بانه ۱۷٫۲، سردشت ۹٫۸، شاهین دژ ۱۴۷٫۳، مهاباد ۸۶٫۶، سقز ۱۴۳٫۲ و میاندوآب ۳۰٫۱ کیلومتر دارای مرز مشترک است.

## مردم‌شناسی

### زبان
زبان مردم شهرستان بوکان کُردی است.

### اقلیت‌های قومی و مذهبی
از جمعیت این شهرستان، طبق آنچه که فرمانداری بوکان ارائه کرده است، در سال ۱۳۹۲ بیش ۹۳ درصد در نقاط شهری ۹۲ درصد و در نقاط روستایی ۹۷ درصد را مسلمانان تشکیل می‌دهند. در شهرستان بوکان، تاکنون هیچ گونه آمار رسمی از اقلیت‌های قومی و مذهبی آن در دسترس عموم قرار نگرفته است.

### سنی شافعی
اکثریت جمعیت شهرستان بوکان را سنی‌های شافعی مذهب تشکیل می‌دهند.

### شیعیان
اقلیت شیعیان، بیشتر آن‌ها کارمندان نیروهای نظامی هستند که در این شهر سکونت دارند.

### یهودیان
یهودیان با سابقه طولانی (با جمعیتی بیش از ۸۰ خانوار) در این شهر زندگی کرده‌اند که بیشتر آن‌ها به اسرائیل مهاجرت کردند. سایر آن‌ها نیز بعدها در بوکان مسلمان شده‌اند. کوچه کلیسا که در مرکز شهر قرار دارد و در نزدیکی خیابان قلعه سردار و حمام کهنه است، قبلاً در آنجا کنیسهٔ قدیمی وجود داشت که در حال حاضر خرابه‌ای بیشتر نیست.

### بهائیان
اقلیت بهائی که در بوکان هم‌اکنون نیز ساکن هستند و از شهرهای اطراف به این شهر مهاجرت کرده‌اند، آن‌ها به زبان کُردی منطقهٔ بوکان مسلط هستند.

### ارمنی‌ها
حسن صلاح در وصف زندگی‌نامه خود به حضور چند ارمنی در بازار کهنه بوکان (در دهه ۱۳۳۰) اشاره کرده است که مشغول به نجاری بوده‌اند. اما هیچ‌گاه جمعیت بزرگی از ارمنی‌ها در بوکان سکونت نداشته‌اند.

## جغرافیای اقلیمی و زیستی

### خاک‌شناسی
خاک‌های مطالعه شده در این شهرستان عمدتاً جزو «خاک‌های کلاس‌های II و VI» است، که در مناطق کوهستانی کم‌عمق و در بخش‌های مسطح نیمه‌عمیق تا عمیق هستند. به سبب وجود عوامل بازدارنده گوناگون سطح شهرستان برای کاربری‌های زراعت آبی، دیم، مرتع و چراگاه محدودیت‌هایی دارد که به‌ترتیب می‌آید.
برای کاربری‌های زراعت آبی ۸۲٪ از وسعت شهرستان محدودیت شدید، ۵٪ محدودیت زیاد، ۳٪ محدودیت کم و ۱۰٪ محدودیت خیلی کم دارد.
برای کاربری زراعت دیم ۴۳٪ از مساحت شهرستان محدودیت شدید و ۲۶٪ محدودیت متوسط دارد. برای کاربری مراتع و چراگاه ۱۶٪ محدودیت شدید، ۴۸٪ محدودیت زیاد، ۳۳٪ محدودیت متوسط و ۳٪ محدودیت کم دارد.

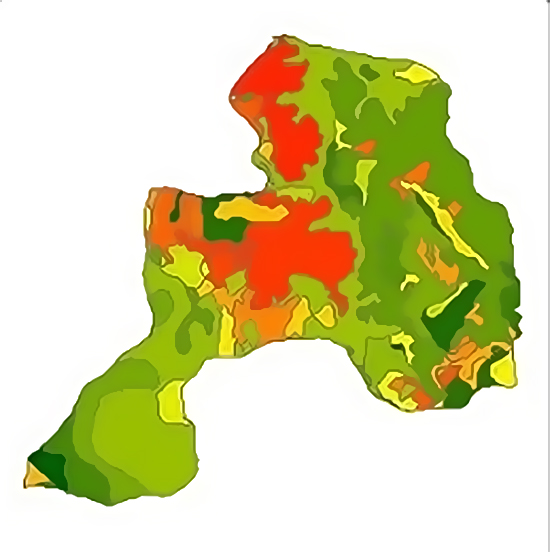
نقشه زمین‌شناسی بوکان

### زلزله
این شهرستان از نظر توپوگرافی دارای شیب کم و مناسب برای ساخت و ساز شهرسازی و از نظر زلزله در منطقه «کم خطر و بدون خطر» قرار دارد. هیچ‌کدام از گسل‌های شناخته شده ایران در این شهرستان قرار نگرفته است.

### گونه‌های جانوری موجود
مهم‌ترین جانوران مهره‌دار شهرستان بوکان دوزیستان، خزندگان، پرندگان، ماهیان و پستانداران هستند.
گونه‌های دوزیستان و خزندگان و ماهیان در بخش‌های مربوط اشاره شده است ولی گونه‌های پستانداران شامل: قوچ‌ومیش، خرس، گرگ، روباه، شغال، رودک، سمور، زرد بر و انواع جوندگان هستند.
انواع پرندگان نیز عبارتنداز:
کبک، کبک‌چیل، عقابها، شاهین، بحری، بالابان، لیل، دلیجه، انواع جغد، کرکس‌مصری، دال، حواصیل‌ها، لک‌لک سفید، غازخاکستری، اردک‌سرسبز، خوتکا، فیلوش، اردک‌ارده‌ای، آنقوت، غازپیشانی‌سفید، قره‌غاز، کشیم‌ها، اکراس، کاکاتی‌ها، انواع پرستوهای دریایی، سار، انواع دارکوب، چنگر، سبکبالان و میش‌مرغ می‌باشد.

#### میش مرغ
پرندهٔ نادری به نام میش‌مرغ در دشت‌های سوتا و سه‌کانیان و در این منطقه زیست می‌کند و در تمام فصول سال دیده می‌شود و مرحله حساس تخم‌گذاری را نیز در این منطقه می‌گذرانند و تعداد قابل توجهی از آن حدود ۱۵۰ قطعه در این شهرستان هستند که با توجه به موقعیت منطقه و افزایش جمعیت در چند سال اخیر قابل ملاحظه می‌باشد و از طرف محیط‌زیست کاملاً تحت‌حفاظت قرار دارد.
پرندگان شکاری و لاشخورها و انواع پرندگان سبک‌بال، کبک‌معمولی و چیل در سطح شهرستان زیست می‌نمایند ولی تعداد جمعیت و تنوع گونه‌ای پرندگان آبزی با مقایسه با پرندگان خشک‌زی کمتر بوده و پرندگان آبزی فقط در مسیر رودخانه سیمینه‌رود و زرینه‌رود در محدوده این شهرستان دیده می‌شود. از عمده‌ترین زیستگاه‌های چیرگ در ایران می‌توان به دشت‌های اطراف بوکان (دشت سوتاو حمامیان، دشت اینگیجه و آلبلاغ، دشت قازلیان و دشت سه‌کانیان) اشاره کرد که بیشترین جمعیت تولید مثل‌کننده و زمستان گذران میش‌مرغ در ایران را در خود جای داده‌اند.
بوکان آخرین پناهگاه این‌گونه با ارزش در ایران می‌باشد و میش مرغ یکی از مهم‌ترین آثار طبیعی ملی در شهرستان بوکان به‌شمار می‌رود.

#### سمندر کردستانی
در ایران چهار نوع شاخص سمندر وجود دارد که عبارتند از (Neurergus), (N.crocatus), (N.kaiseri), (N.microspilotus) که سمندر کردستانی از نوع N.microspilotus است. پراکنش جهانی سمندر کردستانی محدود به کشورهای ایران (غرب و شمال غرب)، عراق (شمال شرق) و ترکیه (جنوب شرق) بوده و در زمان حاضر جزو گونه‌های در خطر انقراض(endangere) بوده و در فهرست سرخ IUCN طبقه‌بندی شده است. هم اینک این‌گونه تنها در ایران در استان‌های کرمانشاه و کردستان (زاگرس مرکزی) و جنوب آذربایجان غربی پراکندگی دارد و بهترین زیستگاه برای این سمندر شهرستان بوکان می‌باشد.

### گونه‌های گیاهی
این شهرستان به دلیل موقعیت مناسب آب و هوای خوب و منحصر به فرد خود توانسته بخشی از گونه‌های گیاهی و جانوری را درخود پرورش و جذب کند در شکارگاه‌ها و سطح شهرستان، برخی از گونه‌های گیاهی و جانوری موجود در این شهرستان عبارتند از:
بادام کوهی، نسترن وحشی، زالزالک، گلابی وحشی، انواع بلوط غرب، داغداغان، گز، پسته وحشی (بنه)، انواع گون‌ها، انواع کنگر، انواع سلمه‌تره، ختمی، فرفیون، شیرین‌بیان، گزنه، پونه، کاکوتی، بداغ‌اوتی، کلاه‌میرحسن، بومادران، گل‌گندم، غازآیاقی، آویشن، ریواس، کلاه‌میرحسن، شویدوحشی، ترشک، لاله، جگن، نی، سرخس، تربچه‌وحشی، بارهنگ، مرغ و…
[

## کشاورزی
شهرستان بوکان جزو شهرستان‌های برتر تولیدکننده گندم در کشور از لحاظ افزایش کمی و کیفی محصول شناخته شده است که هر ساله توانایی تولید ۹۰ هزار تن گندم را داراست و رتبه نخست تولید گندم آذربایجان غربی را در اختیار دارد. محصولات عمده کشاورزی شهرستان بوکان گندم، جو، پنبه، حبوبات و چغندرقند است. بوکان از جمله شهرستان‌های سردسیر آذربایجان غربی است که میوه‌های آن سیب، هلو و زردآلو، آلبالو، خیار و غیره است.
به لحاظ داشتن مراتع فراوان و سرسبز، پرورش گوسفند، بز و گوساله در آن رواج دارد و صدور آن از اهمیّت خاصی برخوردار است. از صنایع دستی، جاجیم بافی و گلیم بافی دارد.
شهرستان بوکان با تولید بیش از ۶۰۰۰ تن انواع سبزیجات، رتبه دوم آذربایجان غربی پس از شهرستان ارومیه را در این محصول کشاورزی داراست. در این شهرستان ۱۷۰ هکتار زمین به کاشت انواع سبزی اختصاص یافته و به صورت میانگین از هر هکتار ۳۵ تن انواع سبزی برداشت می‌شود که سالانه بیش از شش هزار تن انواع سبزیجات برگی و میوه‌ای در این شهرستان تولید می‌شود.

## اماکن مذهبی زیارتی
| نام مکان مذهبی                          | بخش    | موقعیت                                                 | قدمت                             | کاربرد                                |
| --------------------------------------- | ------ | ------------------------------------------------------ | -------------------------------- | ------------------------------------- |
| چهل اصحابه                              | سیمینه | روستای کلتپه قرمیش                                     | یکی از قدیمی‌ترین زیارتگاه اسلامی | قبرستان                               |
| پیرمحمد                                 | مرکزی  | جاده شهریکند، سه راه محمودآباد روستای بغده داغی        | -                                | مکان زیارتی                           |
| مقبره حاج شیخ صوفی                      | سیمینه | جاده بوکان-میاندواب، روستای داشبند بطرف روستای علی کند | -                                | قبرستان تاریخی                        |
| مقبره حاجی شیخ گُل                       | سیمینه | ۲ کیلومتری جاده بوکان-میاندواب، روستای ناچیت           | -                                | مکان زیارتی                           |
| خانقاه شمس برهان                        | مرکزی  | ۳۰کیلومتری جاده بوکان-مهاباد سه راهی روستای خانقاه     | قاجار                            | مکان زیارتی و تاریخی                  |
| مقبره شیخ احمد کُر یا کور (احمد مکریانی) | مرکزی  | ۶ کیلومتری شمال‌غرب شهر بوکان، روستای گردی قبران        | قاجار                            | مکان زیارتی و مقبره شاعر نابینایی کُرد |

## آثار باستانی بوکان
| نام اثر                            | موقعیت                                    | قدمت                                         |
| ---------------------------------- | ----------------------------------------- | -------------------------------------------- |
| تپه تابانی                         | روستای احمدآباد محال فیض الله بیگی        | دوره پارتی و ساسانی                          |
| تپه آسیاب کهنه                     | روستای احمدآباد محال فیض الله بیگی        | اقوام هزاره اول پیش از میلاد                 |
| تپه کلک آبی                        | روستای باغچه محال فیض الله بیگی           | اقوام هزاره اول پیش از میلاد                 |
| تپه سیخان کوچک                     | روستای ساریقامیش محال فیض الله بیگی       | اقوام هزاره اول پیش از میلاد                 |
| تپه سیخان بزرگ                     | روستای ساریقامیش محال فیض الله بیگی       | اقوام هزاره اول پیش از میلاد                 |
| تپه موچه                           | روستای تکان‌تپه محال فیض الله بیگی         | اقوام هزاره اول قبل از میلاد                 |
| تپه کلتپه                          | روستای کلتپه                              | اقوام هزاره اول قبل از میلاد                 |
| قلعه تپی                           | روستای تپی                                | دوره نیریزد و هزاره و پانصد سال پیش از میلاد |
| تپه قره کند                        | روستای قره‌کند محال آختاچی                 | هزاره اول پیش از میلاد                       |
| قلعه بردینه                        | جاده شاهیندژ، روستای آغجیوان              | دوره مانا                                    |
| تپه روژبیانی                       | در روستای عزیزکند                         | دوره برنز پیش از میلاد                       |
| تپه داربسر                         | روستای داربسر در محال آختاچی              | دوره اشکانیان                                |
| زمین‌های جره                        | روستای شیخلر محال آختاچی                  | دوره اشکانیان و ساسانی                       |
| گردی خلیسکه                        | روستای سراب محال آختاچی                   | دوران اقوام پارینه‌سنگی                       |
| تپه گرده‌خزینه                      | روستای سراب                               | اقوام دوران کالکوتیک                         |
| تپه گرده‌شین                        | روستای سراب                               | اقوام دوران کالکوتیک                         |
| تپه آشی                            | شهر سیمینه                                | اقوام برنز پیش از اسلام                      |
| گوک‌تپه                             | روستای گوکتپه                             | نیمه دوم هزاره اول قبل از میلاد              |
| تپه گرده‌شین                        | روستای رحیم خان محال آختاچی               | دوره برنز قبل از میلاد                       |
| تپه محمود                          | روستای ارمنی بلاغی                        | اقوام اواخر دوره نوسنگی                      |
| گرد عثمان قلعه                     | روستای ساریقامیش                          | هزاره یکم پیش از میلاد                       |
| تپه کانی‌کوزه                       | وستای کانی کوزه‌له                         | دوره کالکوتیک پیش از میلاد                   |
| قلعه ناچیت                         | روستای ناچیت                              | دوره برنز پیش از میلاد                       |
| تپه مقصود                          | روستای ملالر                              | دوره کالکوتیک                                |
| تپه عبدالله تپی سی                 | روستای عبدالله تپی سی                     | دوره برنز پیش از میلاد                       |
| تپه گرده‌مالان                      | کهنه‌ملالر                                 | هزاره یکم پیش از میلاد                       |
| تپه گرد عربلو                      | روستای علی‌کند                             | هزاره یکم پیش از میلاد                       |
| تپه سردارآباد                      | روستای سردارآباد                          | اقوام پارتی و ساسانی پیش از میلاد            |
| تپه قلایچی                         | روستای قلایچی                             | تمدن ماناها                                  |
| دخمه عباس‌آباد (معروف به بی بی کند) | جاده شاهیندژ در روستای عباس‌آباد بهی بوکان | پیش از تاریخ                                 |
| قلعه کچی بگ                        | ۵ کیلومتری بوکان در روستای تبت            | پیش از تاریخ                                 |
| پل سلطان                           | جاده شهریکند، روستای زیراندول             | دوره صفویه                                   |
| قلعه جارچاوین چین                  | جاده برهان، روستای چاورچین                | تمدن ماناها                                  |

## اماکن دیدنی و گردشگری
دریاچه سد بوکان
سد بوکان جزو مناطق نمونه گردشگری آذربایجان غربی محسوب می‌شود. سدی خاکی با هسته رسی است که در ۲۵ کیلومتری جنوب شرقی بوکان در میان دشت‌های استپی و سرسبز قراردارد. از این سد ابتدا برای تنظیم و استفاده از آب و سیلاب‌های رودخانهٔ زرینه استفاده می‌شد و در جهت آبیاری اراضی پایین دست سدی در محل جنوب‌شرقی بوکان بر روی این رودخانه بسته شده است. کار احداث این سد در سال ۱۳۴۶ با هدف تأمین آب کشاورزی، شرب و برق منطقه توسط شرکتی اتریشی آغاز و در سال ۱۳۵۰ افتتاح شد. این سد در مسیر رودخانهٔ زرینه‌رود قرار دارد. این سد یکی از مکان‌های گردشگری این شهرستان و سایر مناطق به‌شمار می‌رود.
خانقاه شمس‌الدین برهانی
شیخ شمس‌الدین برهانی از مشایخ مشهور نقشبندی در قرن چهاردهم هجری بوده است. آرامگاه مذهبی-زیارتی شیخ شمس‌الدین در شبستان بلند آجری قرار دارد. در این آرامگاه علاوه بر مزار شیخ، چندین شخصیت همچون علی بیگ حیدری (شاعر و سیاستمدار) سیف القضات، ملا صالح حریق در آن جا دفن شده‌اند. بنای خانقاه در سال ۱۳۱۰ هجری قمری برابر با ۱۲۷۱ خورشیدی به دست مردم و علما و پیروان طریقه نقشبندی ساخته شده است. این بنا در حدود ۳۰ کیلومتری شهر بوکان و بر سر جاده برهان قرارگرفته است.
تپه قلایچی

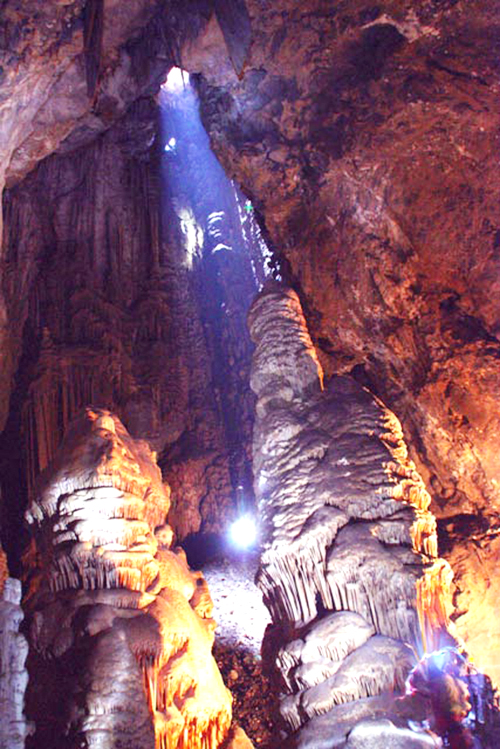
غارقلایچی، عمیق‌ترین غار آبی-آهکی ایران

شهر بوکان هویت تاریخی خود را از قلعه قلایچی در مجاورت روستای به‌همین نام در هفت کیلومتری شمال شرقی همین شهر می‌گیرد که بازمانده یکی از مراکز بسیار مهم تمدن ماناها در هزاره اول پیش از میلاد مسیح در حوزه شمال غرب ایران که برخوردار از تمدن و قانون بودند است. حاکمان تپهٔ قلایچی معبد این قوم متمدن بود که نزدیک به سه‌هزار سال پیش مدت زمانی در این ناحیه سکونت و حکم رانی کرده‌اند و آنچه از اجزای معماری این تمدن کهن در این قلعهٔ باستانی به‌دست‌آمده با تمدن‌های مشابه و هم‌زمان خود (از جمله حسنلو) در نقده و (زیویه) در سقز که از نظر جغرافیایی با قلعهٔ قلایچی هم حوزه است، قابل مقایسه و برابر بوده و به گونه‌ای که آثار معماری مکشوفه از نظر مشخصات و نقشه بیش از هر چیز بیانگر یک معبد بزرگ است. این تپه مربوط به عصر آهن است و این اثر در تاریخ ۱۸ اردیبهشت ۱۳۸۰ با شمارهٔ ثبت ۳۸۲۳ به‌عنوان یکی از آثار ملی ایران به ثبت رسیده است.
غار طبیعی قلایچی
غار قلایچی با دهانه‌ای بزرگ به قطر ۸ متر در ارتفاع ۱٬۷۵۰ متر در کوهی با همین نام قرار د. در سال ۱۳۸۱، تیمی منتخب از کوه‌نوردان بوکان موفق به فرود از چاه اول این غار به طول ۱۱۰ متر شدند. بعدها در سال ۱۳۸۴ تیم مجهزتری به سرپرستی مقبل هنرپژو کوه‌نورد عضو تیم ملی توانست سه تالار بزرگ این غار را بعد از چاه مورد شناسایی و طول مسیر پیمایش شده این غار را به حدود ۳۰۰ متر برساند.
از آن سال به بعد تیم‌هایی وارد این غار شده و هر کدام مقداری از آن را بازدید کردند تا بالاخره تیمی از باشگاه سنگنوردان همین شهر موفق به پیشروی بیشتر و نقشه‌برداری حدود ۴۰۰ متر از این غار برای اولین بار شدند. غار قلایچی در ۱۲ کیلومتری شمال شرقی بوکان و در نزدیکی محوطه باستانی قلایچی قرارگرفته و از جمله غارهای طبیعی محسوب می‌شود که در اثر نفوذ آب به درون لایه زمین شکل یافته و از نظر ساختاری می‌توان آن را از غنی‌ترین و عمیق‌ترین غارهای کشف شده در ایران به‌شمار آورد.
| نام مکان                    | آدرس                                                              | کاربرد                      |
| --------------------------- | ----------------------------------------------------------------- | --------------------------- |
| پارک ساحلی                  | غرب شهر بوکان، جنب کوه سیاه                                       | بوستان، منطقه تفریحی سیاحتی |
| سد بوکان                    | ۲۵ کیلومتری جنوب شرقی بوکان واقع در مسیر جاده شاهین دژ            | منطقه گردشگری و تفریحی      |
| کوه برده زرد                | مسیر جاده کوسه و قازلیان                                          | منطقه گردشگری               |
| کوه سیاه (برده رش)          | مسیر روستای کوسه روبروی پارک ساحلی                                | منطقه گردشگری، پارک جنگلی   |
| غار قلایچی                  | ۱۲ کیلومتری بوکان مسیر جاده شاهین دژ                              | منطقه گردشگری               |
| روستای سردارآباد و آشی گلان | ۳۰ کیلومتری بوکان واقع در جاده مهاباد (جاده برهان) سه راهی خانقاه | منطقه سیاحتی                |
| غار کول آباد                | ۴۰ کیلومتری بوکان واقع در جاده میاندوآب                           | منطقه گردشگری               |
| پارک محمدیه                 | کمربندی داخل شهر بوکان                                            | سیاحتی، بوستان، تفریحی      |
| کوه طرغه                    | ۲۵ کیلومتری بوکان مسیر جاده مهاباد                                | منطقه گردشگری               |
| اقامتگاه بومگردی چاورچین    | ۱۰ کیلومتری بوکان مسیر جاده مهاباد                                | منطقه گردشگری               |

## یادداشت
1. ↑  شباهت بسیاری از نظر شکل، رنگ، حصار و دیوارها میان تپهٔ قلایچی و تپه هگمتانه وجود دارد